# Paranormal (álbum)
Paranormal es el 27º álbum de estudio del músico estadounidense Alice Cooper, publicado el 28 de julio de 2017. Contiene dos canciones grabadas por la alineación clásica de Alice Cooper (Neal Smith, Dennis Dunaway y Michael Bruce), además de contar con las colaboraciones de los músicos Larry Mullen Jr., Roger Glover y Billy Gibbons, entre otros.
Además de la edición en formato digital, el álbum fue lanzado como CD simple, CD doble (incluyendo temas en vivo), box set, y como LP doble más CD.

## Lista de canciones
| N.º | Título                     | Escritor(es)                                                                                     | Duración |  |
| 1.  | «Paranormal»               | Alice Cooper, Tommy Denander, Roger Glover, Bob Ezrin                                            | 4:11     |  |
| 2.  | «Dead Flies»               | Cooper, Denander, Ezrin                                                                          | 2:22     |  |
| 3.  | «Fireball»                 | Dennis Dunaway, Cooper                                                                           | 4:49     |  |
| 4.  | «Paranoiac Personality»    | Cooper, Denander, Ezrin, Tommy Henriksen                                                         | 3:12     |  |
| 5.  | «Fallen in Love»           | Cooper, Denander, Ezrin, Henriksen                                                               | 3:34     |  |
| 6.  | «Dynamite Road»            | Cooper, Denander, Ezrin                                                                          | 2:43     |  |
| 7.  | «Private Public Breakdown» | Cooper, Parker Gispert, Ezrin                                                                    | 3:26     |  |
| 8.  | «Holy Water»               | Cooper, Stanley Demaree, Duston Monyhan, Tim Bernauer, Malcolm McLaughlin, Lewis Richards, Ezrin | 3:08     |  |
| 9.  | «Rats»                     | Cooper, Henriksen, Ezrin                                                                         | 2:39     |  |
| 10. | «The Sound of A»           | Cooper, Dunaway                                                                                  | 4:07     |  |

| Bonus tracks (con miembros originales de la banda Alice Cooper) |                               |                           |          |  |
| N.º                                                             | Título                        | Escritor(es)              | Duración |  |
| 11.                                                             | «Genuine American Girl»       | Cooper, Neal Smith, Ezrin | 4:27     |  |
| 12.                                                             | «You and All of Your Friends» | Cooper, Dunaway. Ezrin    | 2:41     |  |

| Bonus tracks (en vivo en Columbus, Ohio, 2016) |                         |                                                  |          |  |
| N.º                                            | Título                  | Escritor(es)                                     | Duración |  |
| 13.                                            | «No More Mr. Nice Guy»  | Alice Cooper, Michael Bruce                      | 3:10     |  |
| 14.                                            | «Under My Wheels»       | Bruce, Dennis Dunaway, Bob Ezrin                 | 2:56     |  |
| 15.                                            | «Billion Dollar Babies» | Cooper, Bruce, Reggie Vinson                     | 3:38     |  |
| 16.                                            | «Feed My Frankenstein»  | Mark Manning, Ian Richardson, Nick Coler, Cooper | 5:01     |  |
| 17.                                            | «Only Women Bleed»      | Cooper, Dick Wagner                              | 5:08     |  |
| 18.                                            | «School's Out»          | Cooper, Glen Buxton, Bruce, Dunaway, Neal Smith  | 6:06     |  |

## Sencillos
- "Paranoiac Personality" (9 de junio de 2017) (descarga digital, vinilo de 7")

## Personal

### Canciones de estudio
- Alice Cooper – voz (todas las pistas)
- Tommy Denander – guitarra (todas las pistas)
- Tommy Henriksen – guitarra (todas las pistas)
- Larry Mullen Jr. – batería (1–8 y 10)
- Bob Ezrin – producción, teclados
- Roger Glover – bajo (1)
- Billy Gibbons – guitarra (5)
- Jimmy Lee Sloas – bajo (2 y 4–8)
- Dennis Dunaway – bajo (3, 9 y 10)
- Parker Gispert – guitarra (7)
- Steve Hunter – guitarra (8)
- Michael Bruce – guitarra (9)
- Neal Smith – batería (9)
- Nick Didkovksy – guitarra (3 y 10)

### Canciones en vivo
- Chuck Garric – bajo
- Nita Strauss – guitarra
- Glen Sobel – batería
- Tommy Henriksen – guitarra
- Ryan Roxie – guitarra

## Posicionamiento
| Lista (2017)                          | Posición |
| ------------------------------------- | -------- |
| Australia (ARIA)                      | 4        |
| Austria (Ö3 Austria)                  | 8        |
| Bélgica (Ultratop flamenca)           | 15       |
| Bélgica (Ultratop valona)             | 5        |
| Canadá (Billboard Canadian Albums)    | 17       |
| República Checa (ČNS IFPI)            | 7        |
| Países Bajos (Album Top 100)          | 24       |
| Finlandia (Suomen Virallinen Lista)   | 9        |
| Francia (SNEP)                        | 57       |
| Hungría (MAHASZ)                      | 10       |
| Italia (FIMI)                         | 47       |
| Nueva Zelanda (RMNZ)                  | 33       |
| Noruega (VG-lista)                    | 15       |
| España (PROMUSICAE)                   | 31       |
| Suecia (Sverigetopplistan)            | 6        |
| Suiza (Schweizer Hitparade)           | 3        |
| Reino Unido (UK Albums Chart)         | 6        |
| Estados Unidos (Billboard 200)        | 32       |
| Estados Unidos (Independent Albums)   | 1        |
| Estados Unidos (Top Hard Rock Albums) | 1        |
| Estados Unidos (Top Rock Albums)      | 6        |